# Riccardo Tesi
Riccardo Tesi (Pistoia, 1956) è un compositore, organettista e animatore culturale italiano.

## Biografia
Dagli esordi decisamente folk nel 1978 al fianco di Caterina Bueno, la storia musicale di Tesi va dalla tradizione toscana al confronto con quelle italiane, basche, inglesi, francesi e malgasce, con il jazz, il liscio e la canzone d'autore.
Il suo strumento preferito è l'organetto diatonico, antenato della fisarmonica, al quale ha consacrato il disco  Il ballo della lepre (1981).
Nel 2002 ha ricevuto a Castelfidardo il premio La voce d'oro.
Collaborazioni musicali: col gruppo sardo-toscano Ritmia, il duo col mandolinista nizzardo Patrick Vaillant, lo spettacolo di canzoni occitane Anita, Anita con Vaillant e Jean Marie Carlotti, il trio di organetti Trans Europe Diatonique con John Kirkpatrick e Kepa Junkera, il trio jazzistico ancora con Vaillant e Gianluigi Trovesi, col malgascio Justin Valì, con la cantante sarda Elena Ledda, con il gruppo siciliano Dounia, la portoghese Amelia Muge, con l'arpista Vincenzo Zitello, con il clarinettista Gabriele Mirabassi, il tamburellista Carlo Rizzo, con il pianista Rocco de Rosa, il flautista lusitano Rao Kyao, con il jazz partenopeo di Maria Pia De Vito, con i chitarristi Beppe Gambetta e Peppino D'Agostino, con l'etnojazz di Daniele Sepe, con artisti dell'area rock come Francesco Magnelli, Ginevra Di Marco (ex CSI e PGR), Piero Pelù, Gianna Nannini e con il DJ Ominostanco fino alla canzone d'autore italiana con Ivano Fossati, Fabrizio De André (suo è l'organetto nel finale di Smisurata preghiera, ultima traccia dell'album Anime salve, ultimo disco di De André), Ornella Vanoni, Gianmaria Testa, Giorgio Gaber, Carlo Muratori, Tosca, la Banda Osiris (La canzone dell'amore inventato, Banda.25), Stefano "Cisco" Bellotti, Cristina Donà (Torno a casa a piedi), Giua, Massimiliano Larocca nel suo disco sulle liriche di Dino Campana. 
Nel 2014 segue la direzione artistica del disco di Massimo Donno Partenze e nel 2018 quella di Emanuele Belloni Tutto Sbagliato.

## Formazione
La band di Tesi (organetto diatonico) è composta da:
- Claudio Carboni - sassofoni
- Maurizio Geri - chitarra, voce
- Ettore Bonafé, Gigi Biolcati, Valerio Perla - percussioni

## Discografia parziale
- 1984 - Il ballo della lepre (Shirak Records, RT 8433)
- 1986 - Forse il mare -- EP
- 1988 - Anita, Anita
- 1991 - Veranda
- 1993 - Trans europe diatonique
- 1994 - Colline
- 1995 - Un ballo liscio
- 1998 - Banditaliana
- 2000 - Thapsos -- il manifesto
- 2001 - Acqua, fuoco & vento: Live!
- 2003 - Acqua, fuoco & vento
- 2004 - Lune
- 2006 - Crinali (pubblicato come Riccardo Tesi e Claudio Carboni) -- Felmay
- 2007 - Riccardo Tesi—Cinq planètes
- 2007 - Riccardo Tesi—Presente Remoto  -- il manifesto
- 2010 - Riccardo Tesi (pubblicato come Riccardo Tesi e Maurizio Geri )-- Materiali Sonori
- 2011 - Cameristico (Prodotto dal Comune di Quarrata e l’Associazione Culturale Viavai )
- 2011 - Madreperla
- 2014 - Maggio
- 2018 - Argento
- 2023 - La giusta distanza